# Chiesa di San Michele (Lussemburgo)
La chiesa di San Michele (in francese église Saint-Michel de Luxembourg, in lussemburghese Méchelskierch, in tedesco Michaelskirche) è una chiesa cattolica situata nella Ville-Haute di Lussemburgo in Lussemburgo.

## Storia
La chiesa risale al 987, quando venne consacrata dal vescovo di Treviri. In principio dedicata al Santo Salvatore, la denominazione venne cambiata in favore di San Michele nel XIV secolo. La chiesa originaria venne distrutta e rimaneggiata diverse volte, fino a quando assunse il suo aspetto odierno tra il XVI e il XVII secolo.

## Descrizione
La chiesa sorge sul Mercato del Pesce nel centro di Lussemburgo. L'edificio presenta uno stile che somma elementi romanici, tardogotici e barocchi.
Nella chiesa si trova un grande organo settecentesco, in origine collocato nella chiesa dei Frati Minori Conventuali, oggi non più esistente.

## Galleria d'immagini

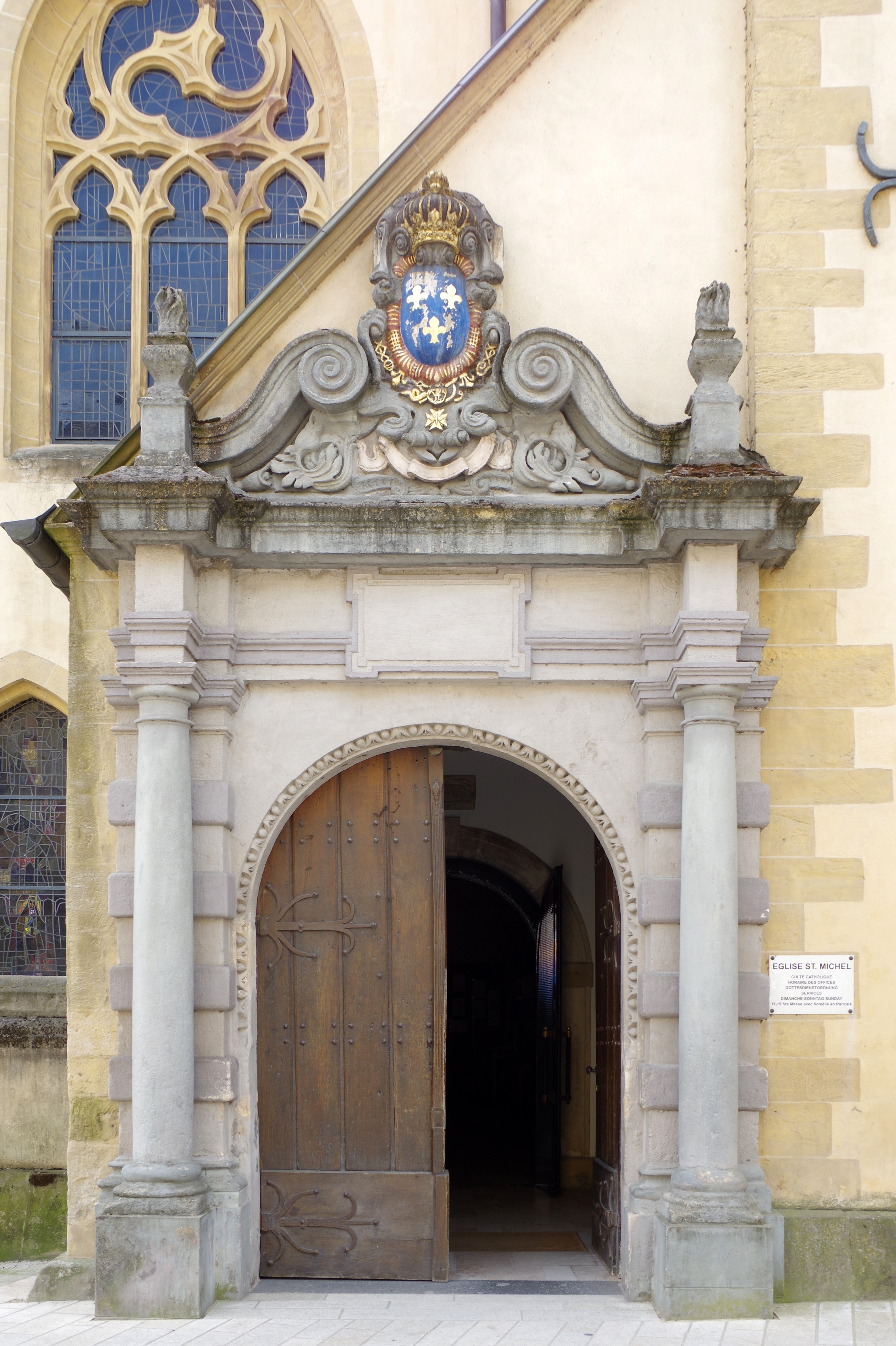
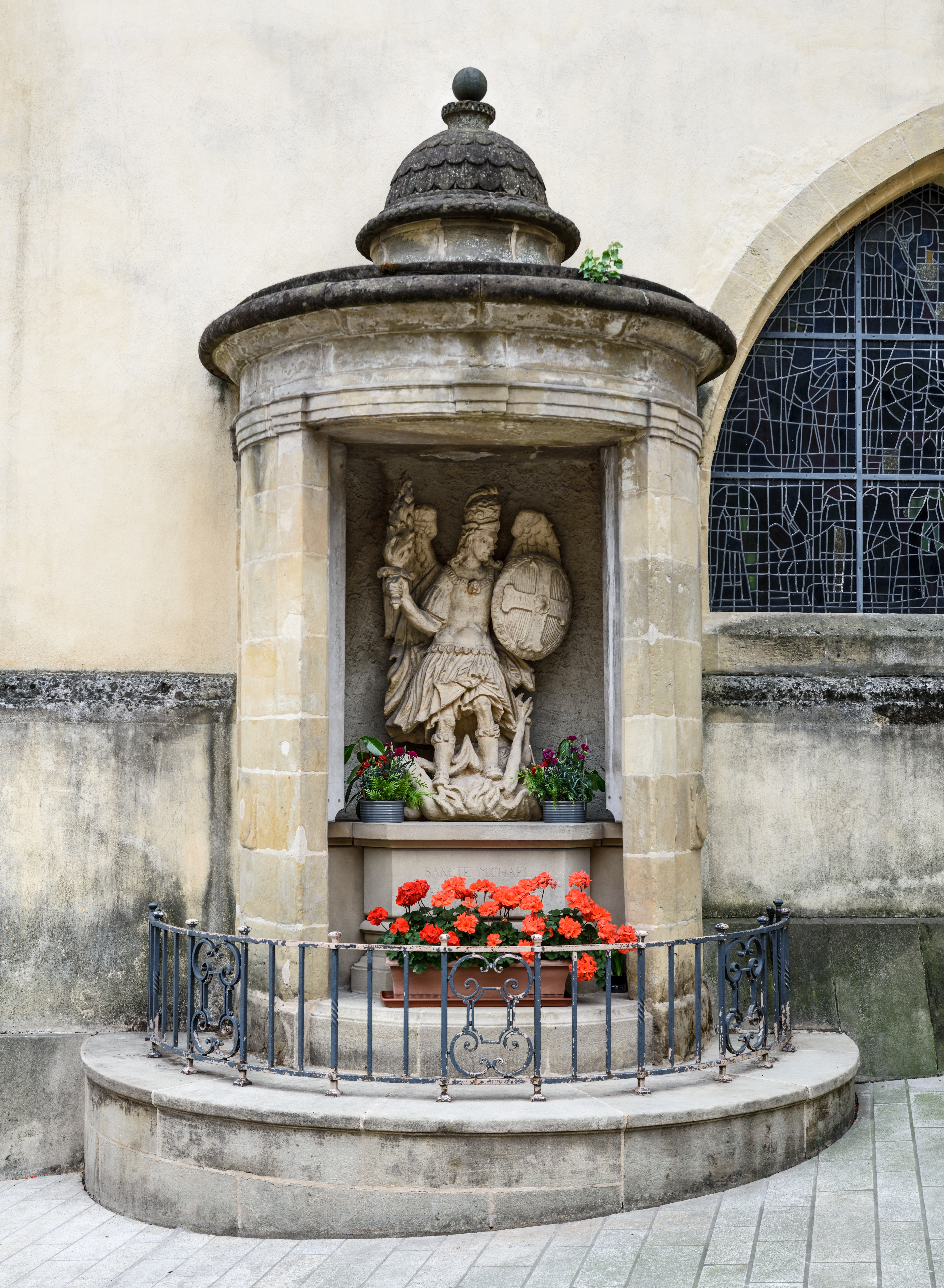
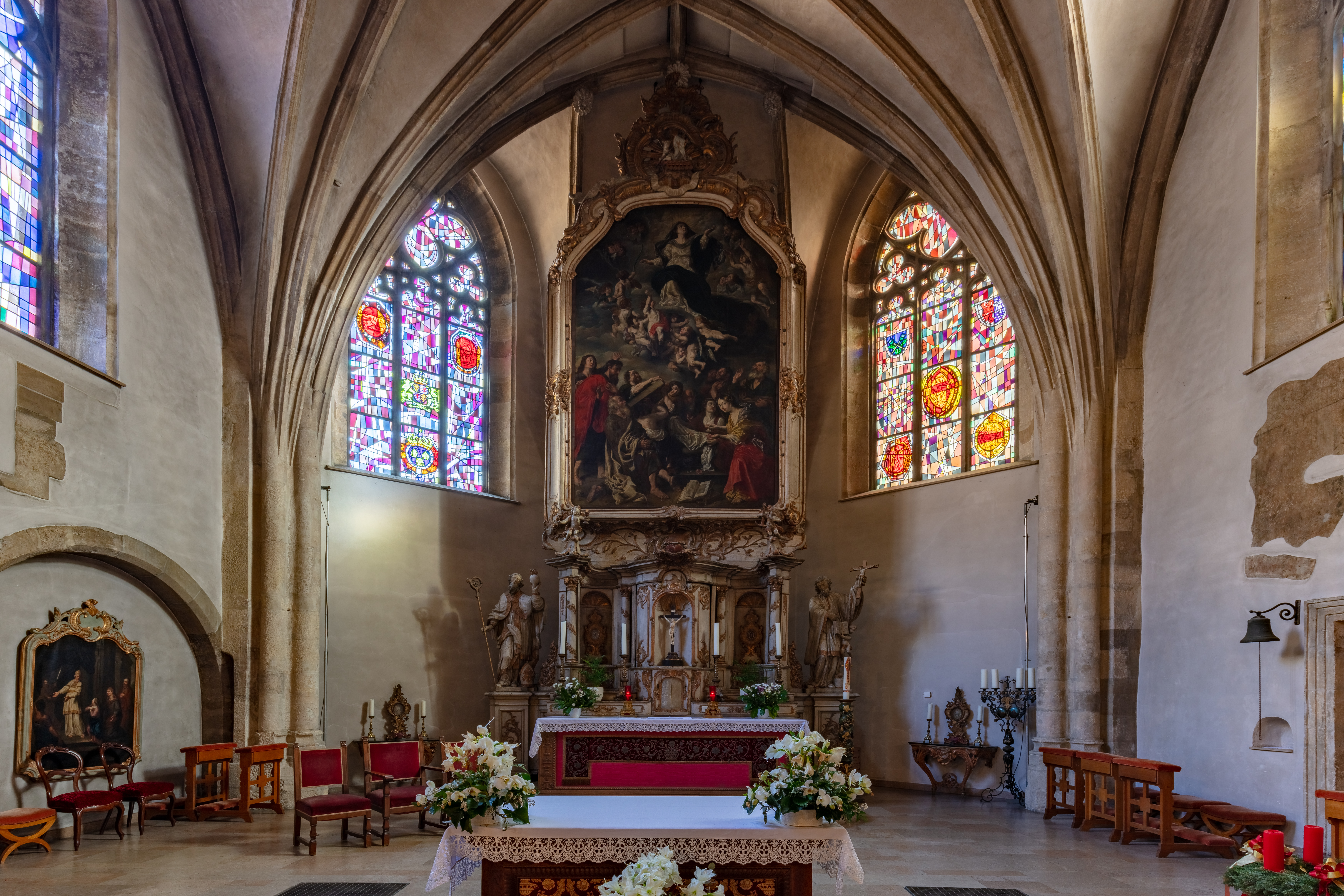